# Cesar
Cesar es uno de los treinta y dos departamentos que forman la República de Colombia. Su capital es Valledupar. Está ubicado al noreste del país, en las regiones Andina y Caribe.
El 21 de junio de 1967 el presidente Carlos Lleras Restrepo sancionó la ley por medio de la cual se creó el departamento del Cesar. De acuerdo con el documento, la entidad empezaría a funcionar 6 meses después, en diciembre de 1967. Como capital fue designada Valledupar, ciudad que anteriormente ya había sido capital del departamento del Valle de Upar del Estado Soberano del Magdalena en 1864.
El Cesar es después de Antioquia y antes que Bogotá, el segundo departamento con mayores exportaciones de Colombia, con una cifra que ascendió a US$1,876 millones entre enero y agosto de 2017.
El departamento cuenta con asentamientos indígenas en estribaciones de la Sierra Nevada de Santa Marta, donde habitan los Arhuacos, Arzarios, Kankuamos, Koguis, Chimilas y en la serranía del Perijá, viven los Yucos.

## Toponimia
El nombre del departamento deriva del río con el mismo nombre río Cesar, y este último que es una derivación de Zesari, que en idioma chimila significa "Aguas calmadas".

## Historia
Los primeros pobladores que llegaron a la región fueron los vástagos, los caribes y los arahuacos.
La conquista europea del territorio fue iniciada por el alemán Ambrosio Alfinger en 1530, quien llegó el valle de Upar haciendo frente a una considerable resistencia indígena. En esa época, el territorio estaba habitado por los malibú, tayronas, arawak, motilones y tupe entre otros grupos indígenas.
El departamento del Cesar se fundó el 21 de diciembre de 1967, tras haber pertenecido al Departamento del Magdalena. El primer gobernador del Cesar fue el posterior presidente Alfonso López Michelsen (nombrado por decreto).

## División política-administrativa
El Cesar se compone de 25 municipios, distribuidos en cuatro subregiones:
- Área Metropolitana de Valledupar: conformado por los municipios de Agustín Codazzi, La Paz, Manaure Balcón del Cesar, Pueblo Bello, San Diego y Valledupar.
- Centro cesarense: conformado por los municipios de Becerril, Chimichagua, Chiriguaná, Curumaní, La Jagua de Ibirico, Pailitas y Tamalameque.
- Noroccidente cesarense: conformado por los municipios de Astrea, Bosconia, El Copey y El Paso.
- Sur cesarense: conformado por los municipios de Aguachica, Gamarra, González, La Gloria, Pelaya, Río de Oro, San Alberto y San Martín.

### Rama judicial
Está representado por el Tribunal Administrativo del Cesar con sede en Valledupar, con comprensión territorial judicial sobre el departamento del Cesar y conformado por cinco (3) Circuitos Judiciales Administrativos así:
- Aguachica:  comprende Aguachica, Gamarra, La Gloria, Pelaya, San Alberto, San Martín y Tamalameque.

- Chiriguaná:  comprende Astrea, Chimichagua, Chiriguaná, Curumaní, El Paso, La Jagua de Ibirico y Pailitas.

- Valledupar:  comprende Agustín Codazzi, Becerril, El Copey, La Paz, Manaure Balcón del Cesar, Pueblo Bello, San Diego y Valledupar.

## Geografía

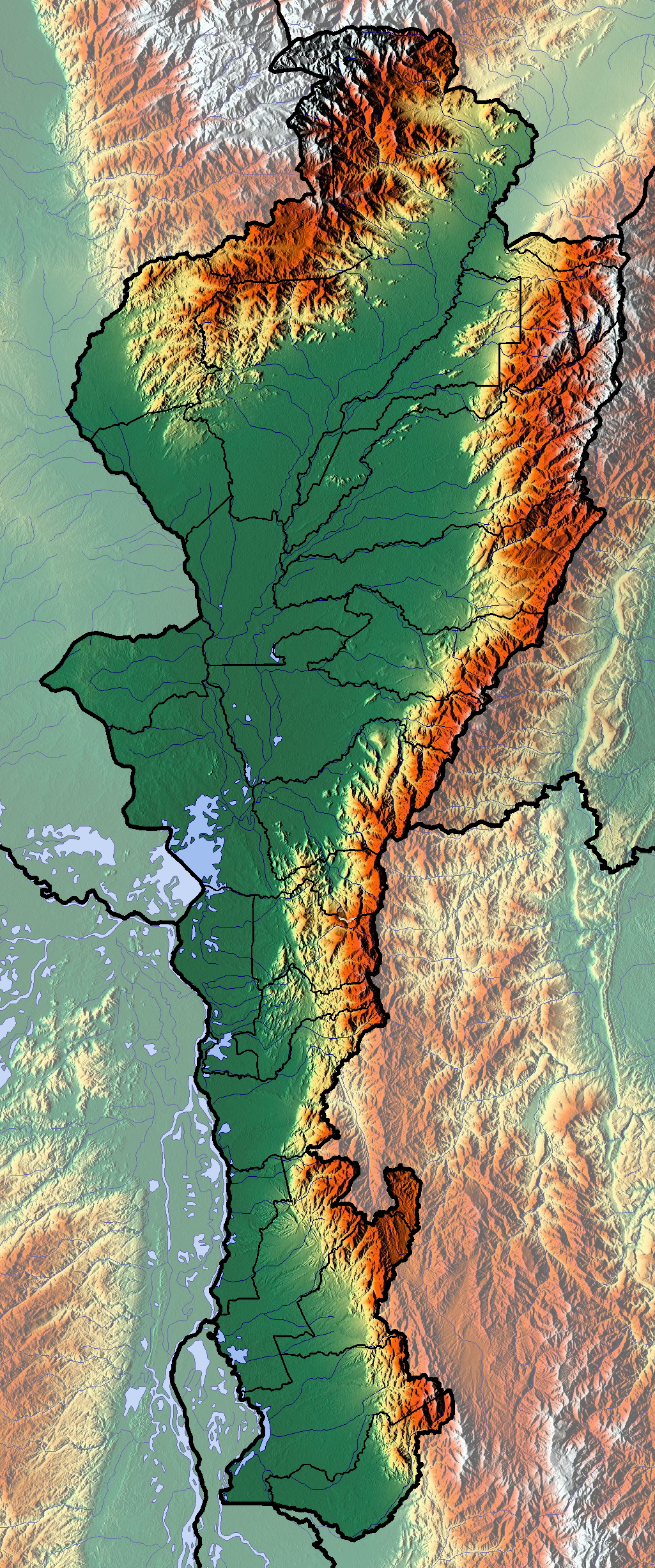
Mapa físico del Cesar.

### Límites
El Cesar limita con Venezuela al oriente y con los siguientes departamentos:
| Noroeste: Magdalena (Sierra Nevada de Santa Marta y Río Ariguaní)       | Norte: La Guajira (Sierra Nevada de Santa Marta y Río Cesar) | Nordeste: Venezuela ( Estado Zulia) (Serranía de los Motilones) |
| Oeste: Límite entre Magdalena y Bolívar (Ciénaga de la Zapatosa)        |                                                              | Este: Venezuela ( Estado Zulia) (Serranía de los Motilones)     |
| Suroeste: Bolívar (Río Magdalena) Subregiones:La Loba y Magdalena Medio | Sur: Santander (Río Lebrija)                                 | Sureste: Norte de Santander (Serranía de los Motilones)         |

### Regiones naturales
El Cesar se encuentra dividido en seis regiones naturales, que representan igual número de zonas ecológicas:
- Sierra Nevada de Santa Marta: ocupa la porción noroccidental del Departamento y es compartida con los Departamentos del Magdalena y La Guajira. Es un sistema montañoso antiguo de edad superior a la de los Andes, por lo que no hay vestigios de vulcanismo y está compuesta por rocas metamórficas con afloramientos ígneos del terciario. Las máximas altitudes de esta zona en territorio cesarense son los picos La Reina y Ojeda con altitudes superiores a los 5300 m s. n. m. En este sistema se encuentra asentada la cabecera Municipal de Pueblo Bello a 1210 m s. n. m.
- Serranía del Perijá: recorre la totalidad del Departamento en su zona oriental, siendo el dorso de esta cordillera el límite natural con el Estado del Zulia perteneciente a la República Bolivariana de Venezuela. Nace en el Nudo de Santurbán junto con la Cordillera de Mérida y sigue su recorrido por el norte hasta los límites con La Guajira donde se convierte en los Montes de Oca. Su altitud máxima lo constituye el Cerro Pintado con 3660 m s. n. m. en jurisdicción del municipio de Manaure Balcón del Cesar, sobre esta serranía se encuentran emplazados los Municipios de Manaure Balcón del Cesar (775 m s. n. m.), González (1342 m s. n. m.) y Río de Oro (1178 m s. n. m.).
- Complejo cenagoso de Zapatosa: se ubica en el Centro del Departamento, y hace parte de la Depresión Momposina. En este sector el río Cesar anega un vasto territorio formando un Estero, para más adelante formar un complejo cenagoso con espejos de agua de más de 300 km².
- Valle del río Cesar: ocupa la parte central del Departamento y hace parte de la Llanura del Caribe, son tierras planas u onduladas con altitudes entre los 50 y 200 m s. n. m. cubiertas de pastizales y bosque claro. En este sector se encuentran las cabeceras Municipales de Valledupar, Agustín Codazzi, La Paz, San Diego, Curumaní, Chiriguaná, entre otros.
- Valle del río Ariguaní: a esta región pertenecen los términos municipales de El Copey y Astrea, es de características fisiográficas similares al Valle del Cesar pero pertenecientes a la Cuenca del Río Ariguaní.
- Valle del Magdalena: se localiza al sur del Departamento, y está constituida por zonas bajas y planas cubiertas de bosque denso que en gran parte ha sido transformado en pastizales para dar sustento a una importante cabaña bovina y a una de las comarcas agrícolas más productivas del país. En este sector se halla la segunda ciudad del Departamento, Aguachica.

### Hidrografía
Los ríos Magdalena y Cesar, junto a sus afluentes, conforman la red hidrográfica del departamento. El Magdalena recorre este departamento aproximadamente 100 kilómetros y sirve de drenaje de las corrientes de la mitad sur departamental, que se originan en la Serranía de los Motilones como el Buturama, el San Alberto del Espíritu Santo y el Lebrija. Las ciénagas son abundantes en las zonas cercanas al Magdalena y sus formaciones tienen que ver con las fluctuaciones del río durante la época de las crecidas; en ese tiempo las tierras bajas que rodean su cauce se anegan por el desbordamiento del río, originando una gran serie de ciénagas entre las que destaca por su magnitud la de Zapatosa, que se forma en la unión de los ríos Magdalena y Cesar. Entre las numerosas ciénagas situadas en su jurisdicción destacan otras como las de Cascajo, Combú, Chimichagua, Doña María, Guamalito, Mata de Palma, Morales, Panchuiche, Pital Sahaya, Saloa y Santo Domingo.

### Clima
El departamento del Cesar posee un clima netamente tropical; sin embargo, dada la elevación de amplios sectores de terreno desde casi el nivel del mar hasta más de 5000 metros de altitud, presenta una gran variedad climática, con todos los pisos térmicos en sus versiones secas y húmedas.
Las zonas más húmedas se localizan en las zonas montañosas del Perijá y la Sierra Nevada de Santa Marta además de la zona sur del Departamento con precipitaciones superiores a los 3000 mm anuales; menos húmedas resultan las planicies de Aguachica y el centro del Departamento (1500-2000 mm); Sectores secos con precipitaciones en torno a los 1000 mm se encuentran en el Valle del Cesar, Codazzi, El Copey, Bosconia y el resto del Departamento; Hay algunos semi desiertos o estepas de corta extensión y de forma aislada en los sectores como Guacoche (Corregimiento de Valledupar) y Las Pitillas (Corregimiento de San Diego).
A nivel térmico se presentan fajas de terreno que dan lugar a diversos tipos climáticos; por debajo de los 800 m.s.n.m se encuentra la "Tierra Caliente" donde se asientan los principales centros urbanos como Valledupar, Aguachica, Codazzi y Bosconia, con temperaturas superiores a los 28 °C de media anual, además de la mayoría de la población y las actividades económicas; entre los 800 y 2000 metros de altura se encuentra la "Tierra Templada" donde se encuentran cuatro cabeceras municipales, Pueblo Bello en la Sierra Nevada de Santa Marta con 20 °C de temperatura media, y Manaure, González y Río De Oro con 24 °C, 20 °C y 21 °C respectivamente. En este sector es importante la agricultura en donde además de algunos productos hortícolas como fríjol, cebolla y cilantro, se ubican grandes fincas cafeteras, dando al departamento un puesto importante en la producción del grano a nivel Nacional y el primero en la Región Caribe Colombiana. El Piso térmico frío ubicado entre 1800 y 2900 m.s.n.m presenta temperaturas medias anuales entre 17 y 10 °C, encontrándose poco poblado y sin mayor explotación agrícola salvo por algunos poblados como Guatapurí, Nabusímake y Sabana Rubia donde se encuentran plantaciones de papa y mora; por encima se ubican los páramos con temperaturas medias inferiores a 10 °C. La zona de nieves perpetuas se alza a partir de los 4800 m.s.n.m siendo las temperaturas medias inferiores a 0 °C.

## Demografía
Los municipios más poblados del departamento para 2025 son:
| Evolución de la población del departamento del Cesar (1973-2025)          |
|                                                                           |
| Población según censo. Población según proyección.Fuente: Statoids. DANE. |

La población del departamento del Cesar es actualmente de aproximadamente 1 041 203 de habitantes, con una densidad poblacional de 40 hab/km²; que sin embargo dista mucho de repartirse de forma homogénea pues la mayor parte se ubica en los extremos norte y sur del Departamento.
Etnografía
- Mestizos y Blancos (82,7 %)
- Afrocolombianos y Mulatos (12,1 %)
- Indígenas o Amerindios (8,2 %)

### Inmigración
El más reciente censo general de la nación, realizado por el Departamento Administrativo Nacional de Estadística de Colombia (DANE), presenta los siguientes resultados acerca del país de nacimiento de los habitantes del departamento del Cesar:
| N.º        | País           | Población |
| ---------- | -------------- | --------- |
| 1          | Venezuela      | 55 977    |
| 2          | Ecuador        | 170       |
| 3          | Estados Unidos | 72        |
| 4          | Argentina      | 46        |
| 5          | Perú           | 39        |
| 6          | México         | 36        |
| 7          | España         | 35        |
| 8          | Chile          | 30        |
| 9          | Cuba           | 22        |
| 10         | Panamá         | 21        |
| No informa | No informa     | 175       |
| Otros      | Otros          | 197       |
| Total      | Total          | 56 820    |

## Economía
Los principales renglones económicos del Cesar son el agropecuario del que deriva un 30 % de sus ingresos, el de servicios con el 35 % y la minería con el 27 % de los mismos (una parte de la minería es explotada de manera ilegal). La ganadería vacuna ocupa un lugar de primer orden. 
El cultivo y procesamiento de algodón, las palmas oleaginosas y otros productos agrícolas alcanzan altos niveles de tecnificación y desarrollo. El Cesar es el primer productor nacional semilla de palma africana y el segundo de arroz. La elaboración de productos lácteos y de grasas de aceites figuran igualmente entre sus principales industrias. También existe una amplia extensión de cultivos de frutas.
En la última década el departamento del Cesar ha tomado un incremento en su economía debido a la explotación de minas de carbón a cielo abierto liderada por la empresa multinacional Drummond, y otros más, principalmente en el municipio de El Paso y La Jagua de Ibirico, siendo últimamente afianzada por el hallazgo de grandes yacimientos en el sitio conocido como El Descanso. A partir de 2004, el Cesar se convirtió en el primer productor nacional de carbón.

## Infraestructura

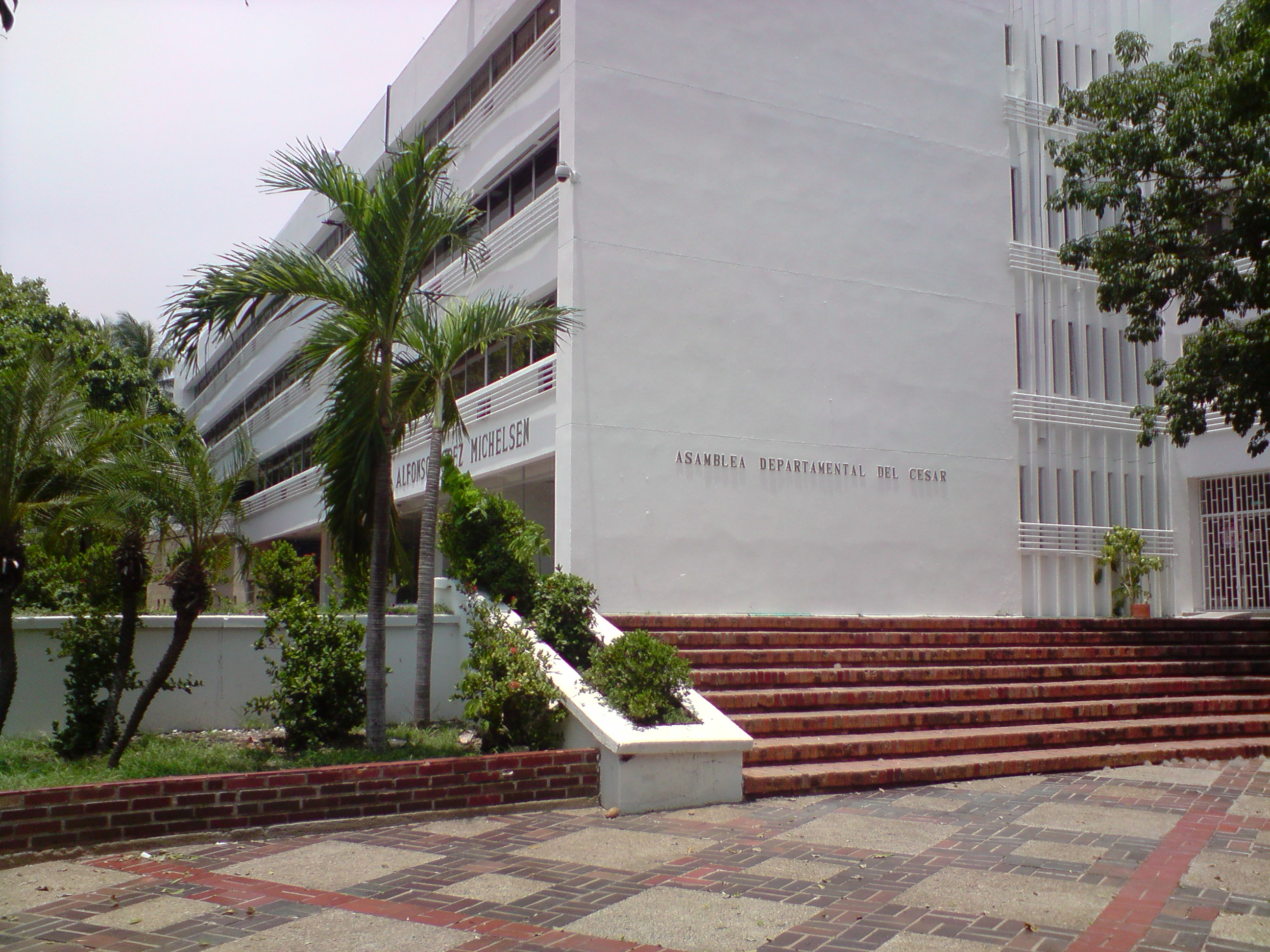
Gobernación del Cesar en Valledupar.

La cobertura del sistema de acueducto en el Cesar para el año 2003 era del 76,8 %.

### Transporte
El Cesar se encuentra recorrido de sur a norte por la troncal de oriente que comunica con Bogotá y la Región Andina con los principales puertos del Caribe colombiano, A partir del municipio de Curumaní se bifurca formando una Y, desde donde parte la vía a la Guajira y a Venezuela al este y la Vía Bosconia - Santa Marta.
El Ferrocarril de la antigua ruta del sol, surca el territorio de sur a norte. Actualmente sólo funciona en el Cesar el tren de Carga de carbón que conduce la producción hasta el puerto exportador ubicado en Santa Marta.
Cuenta con varias pistas de aterrizaje para aviones, de las cuales la única con operaciones nacionales permanentes se encuentra en el aeropuerto Alfonso López de Valledupar.

## Educación
En 2007 la cobertura neta Básica Primaria era de 86 % y la neta Secundaria y media de 80 %.

## Cultura

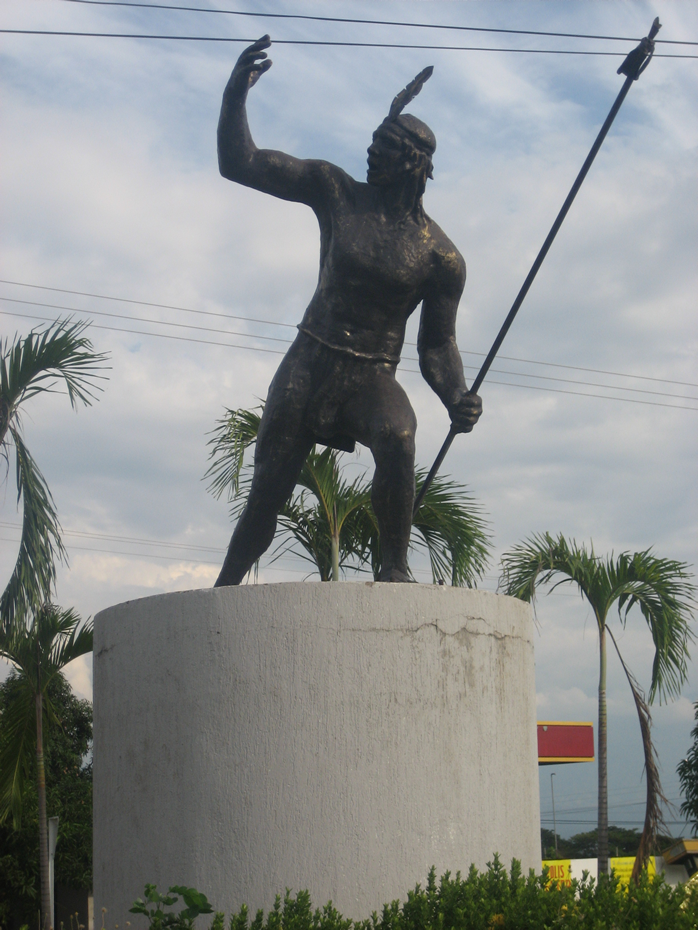
Estatua del Cacique Upar.

El Cesar está poblado por varios grupos humanos, siendo los de mayor número los caribeños (costeños) emplazados desde el centro hacia el norte del departamento, y los Andinos en el sur y la serranía del Perijá, sin embargo existe actualmente una mayor homogeneización de estos grupos, debido a la gran migración de gentes del sur y de los Santanderes a Valledupar donde se asientan representativas colonias. Existen importantes comunidades indígenas asentadas en el territorio, como los Arawak, Koguis y Kankuamos en la Sierra Nevada de Santa Marta, y los Yukpa en la serranía del Perijá. El género representativo de este departamento es el vallenato el cual es centro de festividades en este departamento especialmente en su capital Valledupar.
El departamento del Cesar hace parte de la Región Caribe, y por tanto sus habitantes son costeños y el acento es costeño. Sin embargo en municipios como Aguachica, Curumaní, Pailitas, San Alberto, San Martín, Río de Oro, González y Pelaya se hace presente una mezcla entre el dialecto costeño y santandereano dados los asentamientos de santandereanos y nortesantandereanos en esas poblaciones.
También al sur del departamento se escuchan ritmos andinos como el pasillo, el torbellino, la guabina y el bambuco dadas las influencias y la cercanía con los departamentos de Norte de Santander y Santander.

### Gastronomía
En el Cesar, son platos típicos los sancochos de varios tipos de carnes en todo el departamento; sobresalen a nivel local los "cuchucos", las arepas con pellejo (asadas en tiestos de barro), el pan ocañero, las cebollitas encurtidas y las ensaladas en la región sur; el queso costeño, las arepas de queso, el peto, arroces preparados de diversas formas e ingredientes, el bollo limpio y la cachapa entre otros en el norte. En casi todo el departamento debido a la cercanía de grandes ríos son apreciados los pescados como el bocachico, el bagre, la dorada, el moncholo, entre otros de agua dulce.

### Deportes
Óscar Muñoz logró la medalla de bronce olímpica para Colombia en taekwondo en los Juegos Olímpicos de Londres 2012, categoría de los 58 kg. El Alianza Fútbol Club actúa en la primera división del fútbol profesional. El 6 de enero de cada año, efemérides de Valledupar, se realiza la Maratón de los Santos Reyes. El departamento cuenta con varios escenarios deportivos en su capital Valledupar en los que se destacan el estadio de fútbol Armando Maestre Pavajeau y el Coliseo Cubierto Julio Monsalvo Castilla, entre otros

### Festividades
Entre las festividades del departamento la más importante es el Festival de la Leyenda Vallenata, la Semana Santa de Valencia de Jesús (corregimiento de Valledupar), patrimonio cultural e inmaterial del departamento. Otras importantes son las fiestas patronales de San Roque en Aguachica, San Francisco de Asís en La Paz, La Paletilla en Becerril, El Festival de música vallenata en guitarra de Codazzi, Las ferias y fiestas del Maíz, en Pelaya, rock a la plaza, entre otras.

### Capacidades departamentales en ciencia y tecnología
El departamento del Cesar representa el 0.88% de los grupos de investigación en Colombia, según el informe 2017 del Observatorio Colombiano de Ciencia y Tecnología registra 48 grupos de investigación y en el año 2016 contaba con 34 registros de software, para el año 2013 según el informe de la Ocyt titulado "Observando el sistema colombiano de ciencia, tecnología e innovación: sus actores y sus productos", se puede evidenciar que el Cesar sin considerarse como un departamento emergente en 2010, ni tener una ejecución importante en actividades en I+D, tiene una tasa de crecimiento de la inversión en I+D mayor al 50%, según la Ocyt (Observatorio Colombiano de Ciencia y Tecnología), es considerado como una entidad territorial volátil, es decir, que tiene bajas capacidades en ciencia y tecnología, poca inversión en actividades relacionadas, sin embargo, sus indicadores relativos son muy altos y con grandes oportunidades de crecimiento. 
Se podría decir que en la geopolítica del conocimiento en Colombia es desigual, las mayores capacidades departamentales en ciencia tecnología se concentran en la Región Andina, en departamentos y ciudades como: La capital de la república, Bogotá, que concentra las universidades más posicionadas del país, departamentos como Cundinamarca, Valle del Cauca, Antioquia, entre otros, mientras en el Caribe colombiano el departamento más fuerte es el Atlántico, pues cuenta con universidades fuertes en investigación y en el caso del sur del país se puede ver como aquellos departamentos que han sufrido duramente en conflicto sociopolítico y que además tienen poca inversión en actividades de I+D, presentan bajos indicadores en sus capacidades departamentales en ciencia y tecnología.